# Bob Garrett
Robert S. Garrett, detto Bob (Baltimora, 24 giugno 1875 – Baltimora, 25 aprile 1961), è stato un pesista, discobolo, altista, lunghista e triplista statunitense.

## Biografia
Garrett proveniva da una famiglia agiata e questo gli aveva consentito di studiare privatamente. Prima di entrare all'università non aveva mai fatto sport. Appena entrato a Princeton venne notato per la struttura robusta (1,85 m per 79 kg) ed avviato all'atletica leggera.
La madre, vedova, era presidente della banca di cui il padre era stato direttore, la "Garrett & Sons" di Baltimora. Lo zio di Garrett, che aveva il suo stesso nome, era stato presidente di una compagnia ferroviaria, anch'essa con sede a Baltimora.
Per questo Garrett era stato in grado di pagare il viaggio ai suoi tre compagni di università: Frank Lane (4º nei 100 m), Herbert Jamison (2º nei 400 m) e Albert Tyler (2º nell'asta).

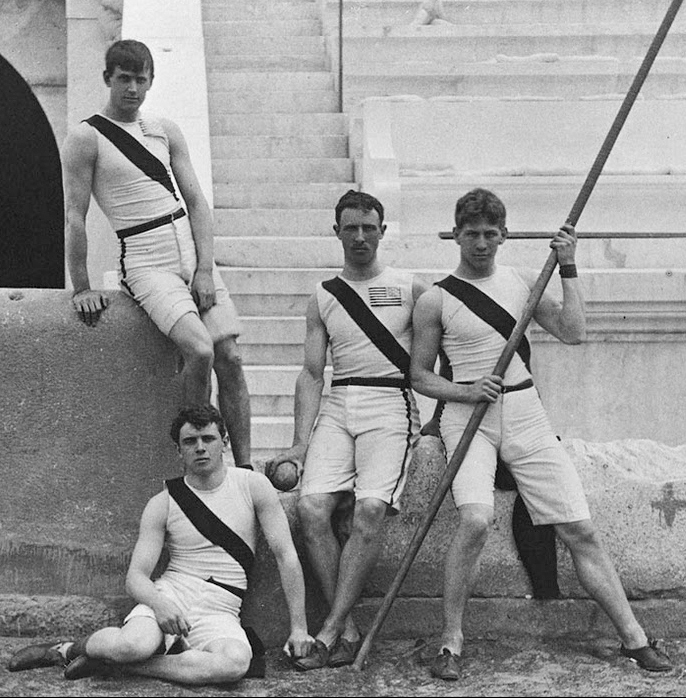
I membri della squadra della Princeton University: Frank Lane, Herbert Jamison, Robert Garrett (terzo da sinistra) e Albert Tyler.

Garrett, nominato capitano della squadra di atletica della sua università, era uno specialista del getto del peso, ma si iscrisse anche nei salti (alto e lungo) e, su consiglio del professore William Milligan Sloane, anche nel lancio del disco, che avrebbe visto la sua nascita (o, meglio, la rinascita) proprio ad Atene. In questa gara si esercitò con un disco di circa 12 libbre, corrispondenti a 5 kg, fatto costruire appositamente da un fabbro, tuttavia non raggiunse misure considerevoli e, quindi, lasciò perdere l'idea di gareggiare in questa specialità. Quando giunse ad Atene si accorse che il disco pesava in realtà 5 libbre (cioè poco più di due kg), motivo per cui rientrò in gara tentando la fortuna.
La tecnica usata da Garrett nel lancio del disco era diversa da quella classica: egli usava una tecnica simile a quella del lancio del martello, girando su sé stesso, tecnica ben diversa da quella elegante ma poco produttiva degli atleti greci. I primi tentativi furono impacciati e rischiò anche di colpire il pubblico, ma il quinto e ultimo fu perfetto e superò quello del suo avversario greco.
Vinse anche la gara di getto del peso, lanciando a 11,22 m, precedendo il greco Miltiadīs Gouskos. Nella stessa edizione dei Giochi olimpici giunse secondo nel salto in lungo e nel salto in alto.
Alle Olimpiadi del 1900 si ripeté con il getto del peso (arrivando terzo) e col salto triplo da fermo, ma non partecipò al lancio del disco perché la gara si svolgeva di sabato.
Fu campione di getto del peso della NAAAA (una delle due associazioni di atleti dilettanti statunitensi) nel 1897.
Dopo le Olimpiadi diventò banchiere e benefattore della scienza, specialmente della storia e dell'archeologia. Infatti organizzò una spedizione archeologica in Siria, guidata dal prof. John Finney. Il suo hobby era la collezione di manoscritti medievali e rinascimentali che, quando nel 1942 donò all'Università di Princeton, ammontavano alla cifra considerevole di 10.000, con alcuni pezzi rari del periodo bizantino.
Garret muore nel 1961 ed è sepolto nel Green Mount Cemetery di Baltimora, Maryland.

## Palmarès
| Anno | Manifestazione  | Sede   | Evento           | Risultato | Prestazione | Note            |
| ---- | --------------- | ------ | ---------------- | --------- | ----------- | --------------- |
| 1896 | Giochi olimpici | Atene  | Salto in alto    | Argento   | 1,65 m      |                 |
| 1896 | Giochi olimpici | Atene  | Salto in lungo   | Argento   | 6,00 m      |                 |
| 1896 | Giochi olimpici | Atene  | Getto del peso   | Oro       | 11,22 m     | Record olimpico |
| 1896 | Giochi olimpici | Atene  | Lancio del disco | Oro       | 29,15 m     | Record olimpico |
| 1900 | Giochi olimpici | Parigi | Triplo da fermo  | Bronzo    | 9,50 m      |                 |
| 1900 | Giochi olimpici | Parigi | Getto del peso   | Bronzo    | 12,37 m     |                 |
| 1900 | Giochi olimpici | Parigi | Lancio del disco | nm        | nm          |                 |